# Andogyrus depressus
Andogyrus depressus is een keversoort uit de familie van schrijvertjes (Gyrinidae). De wetenschappelijke naam van de soort is voor het eerst geldig gepubliceerd in 1838 door Brullé.